# Ficus congesta
Ficus congesta är en mullbärsväxtart som beskrevs av William Roxburgh. Ficus congesta ingår i släktet fikonsläktet, och familjen mullbärsväxter. Inga underarter finns listade i Catalogue of Life.